# Jasna Górka (szczyt)
Jasna Górka (495 m n.p.m.) – szczyt Pasma Pewelskiego, które w regionalizacji fizycznogeograficznej Polski według Jerzego Kondrackiego zaliczane jest do Beskidu Makowskiego, w nowszej regionalizacji z 2018 roku do Pasm Pewelsko-Krzeszowskich. Jasna Górka jest jednym z wielu mało wybitnych wzniesień w paśmie ciągnącym się między dolinami Łękawki, Pewlicy i potoku Frydziowskiego. Pozostałe, którym nadano nazwy, to położone bardziej na wschód Groń i Ostry Groń.
Jasna Górka w dawnych dokumentach i różnych opracowaniach miała nazwę Komorkowy Groń, przewodnik turystyczny podaje zniekształconą nazwę Kumorkowy Groń, ale przez miejscową ludność od czasów powstania tutaj kościoła odpustowego nazywana była Jasną Górką. Znajduje się w granicach wsi Gilowice w województwie śląskim, w powiecie żywieckim, w gminie Gilowice. Jest porośnięta lasem, ale część jej stoków to pola uprawne i tereny które dawniej były uprawne, obecnie zarastają lasem. Na jej północno-wschodnim grzbiecie jest należące do Ślemienia osiedle Jasna Górka, a na nim odwiedzane przez pielgrzymów Sanktuarium Jasna Górka ze źródłem wody, któremu przypisuje się własności lecznicze.